# Ikeda Terumasa
Pour les articles homonymes, voir Ikeda.
Ikeda Terumasa (池田 輝政, 31 janvier 1565-16 mars 1613) est un daimyo du début de l'époque d'Edo. Son titre de cour est Musashi no kami. Terumasa est aussi connu sous le surnom Saigoku no shogun c'est-à-dire « Le shogun de l'ouest du Japon ».

## Biographie
Terumasa est présent dans de nombreuses batailles de la fin de l'époque Azuchi Momoyama et, en raison de ses services à la bataille de Sekigahara, reçoit un domaine à Himeji.

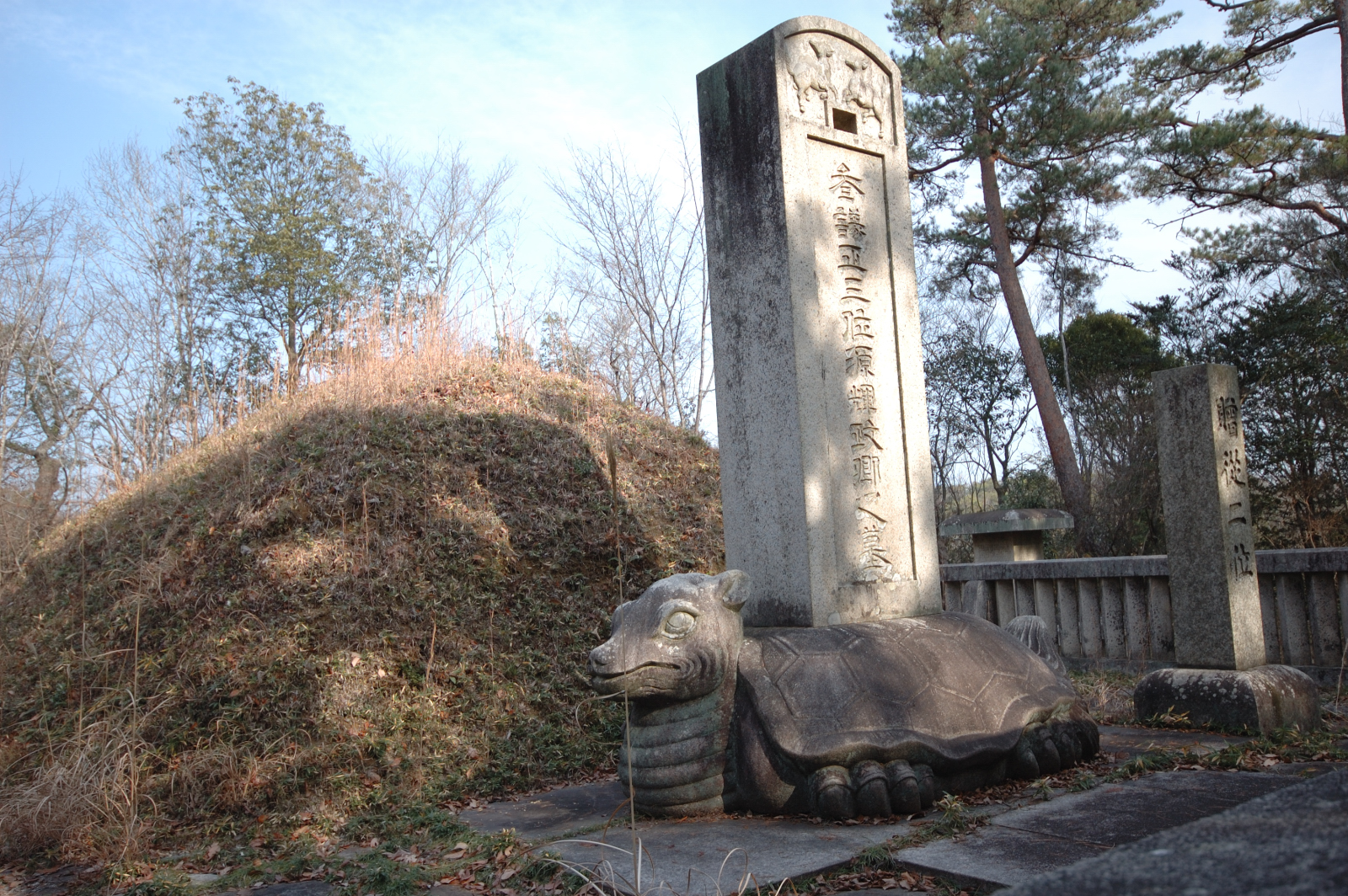
Tombe d'Ikeda Terumasa.

Deuxième fils et héritier d'Ikeda Nobuteru, Terumasa occupe le château d'Ikejiri (dans la province de Mino) et rejoint son père au combat contre Hideyoshi lors de la campagne de Komaki (1584). Il mène des troupes à Nagakute (1584), la bataille au cours de laquelle son père est tué. En 1590, après le transfert de Tokugawa Ieyasu dans la région de Kantō, Terumasa est établi à Yoshida dans la province de Mikawa, dans un han d'une valeur de 152 000 koku. En 1594, Terumasa épouse l'une des filles de Tokugawa et après la mort de Hideyoshi en 1598, les Ikeda se rangent dans le camp de Ieyasu. Lorsque la campagne de Sekigahara débute à l'automne de 1600, Terumasa rejoint immédiatement le parti des Tokugawa. Le 28 septembre, il est en compétition avec Fukushima Masanori pour être le premier à attaquer Gifu, tenue par Oda Hidenobu. Lors de la bataille de Sekigahara, Ikeda commande 4 500 soldats dans l'arrière-garde où il est témoin de quelques combats désordonnés avec le contingent de Chōsokabe Morichika tandis que se termine la bataille. 
Après la victoire de Tokugawa, Terumasa reçoit un fief d'une valeur de 520 000 koku situé à Harima et centré sur le château de Himeji (qu'il agrandit considérablement). En 1603, la province de Bizen est ajoutée au territoire de Terumasa, qu'il affecte à son fils aîné, Toshitaka (1584-1616).
Au moment de la mort de Terumasa en 1613, les Ikeda se sont développés au point de diriger les provinces de Harima, Bizen, Inaba et d'Awaji, avec un revenu cumulé de l'ordre de 1 000 000 koku. Après la mort de Toshitaka, le bakufu Tokugawa prend des mesures pour réduire l'inquiétante puissance des Ikeda et confine finalement la famille à Tottori (Inaba) et Okayama (Bizen).

## Source de la traduction
- (en) Cet article est partiellement ou en totalité issu de l’article de Wikipédia en anglais intitulé « Ikeda Terumasa » (voir la liste des auteurs).